# Macarismo
El macarismo es un género literario muy utilizado, tanto en la Biblia hebrea como en el Nuevo Testamento, más conocido con el nombre de bienaventuranza.
En el rezo de los griegos los macarismos son himnos o estrofas en honor de los Santos. Esta palabra viene de Mαxαρios, en latín beatus. 
Entre otros ejemplos de macarismo se cuentan los Salmos que comienzan con esta palabra, y el pasaje del Evangelio de Mateo, capítulo 5, versículos 3 al 11, que comprende las nueve bienaventuranzas del «Sermón de la montaña».